# Noriyoshi Sakai
Noriyoshi Sakai (født 9. november 1992) er en japansk fodboldspiller, som spiller for den japanske fodboldklub Omiya Ardija.